# Can Serra (Rubí)
Can Serra és un edifici del municipi de Rubí (Vallès Occidental) protegit com a bé cultural d'interès local. Es tracta d'una masia que té un molí paperer hidràulic instal·lat a la riera de la vora, que fabricava paper d'estrassa. Es troba documentada des de 1230 com a propietat de Guillem dels Horts.

## Descripció
És una masia de planta rectangular, de quatre crugies, propera al tipus II-2 (classificació Danès i Torras). L'edifici principal té planta baixa, un pis i golfes. La façana principal és molt ordenada, després d'una intervenció feta als anys 80 sobre una façana probablement ja ordenada amb criteris del segle xix. Destaca la porta adovellada de mig punt de pedra sorrenca i obertures laterals, les tres finestres de la primera planta amb brancals i llinda de pedra sorrenca treballada i una finestra geminada a mà esquerra que trenca la simetria. A les golfes, probablement construïdes al segle xix hi ha sis finestres amb arc de mig punt. Als anys 80 es fa fer una reforma amb la qual es varen fer alguns canvis pel que fa a la distribució, per exemple els murs de càrrega de les golfes es van substituir per pilars i jàsseres de fusta, hi va haver canvis en el ràfec, etc